# Hispellinus multispinosus
Hispellinus multispinosus es una especie de insecto coleóptero de la familia Chrysomelidae.
Fue descrita científicamente en 1848 por Germar.